# Commission pour l’Accueil, la Vérité la Réconciliation
Pour un article plus général, voir commission de vérité et de réconciliation.
La Commission pour l’Accueil, la Vérité la Réconciliation (CAVR) ((pt) Comissão de Acolhimento, Verdade e Reconciliação de Timor Leste) au Timor oriental est créée en 2001 sous l'Administration transitoire des Nations unies au Timor oriental (ATNUTO) avec pour mandat d'enquêter sur les violations des droits humains commis par chacun des camps belligérants entre avril 1974 et octobre 1999 et ainsi facilité la réconciliation communautaire avec la justice. L'idée de créer cette commission est approuvée en 2000 par le Conseil national de la résistance timoraise (en),

## Mandat
La Commission comportait le triple mandat tel que décrit dans son nom, soit l'accueil par le retour des Timorais déplacés dans la partie indonésienne de l'île de Timor et la réintégration dans leurs communautés, que la Commission décrit comme: « des gens s'embrassant les uns les autres en tant que Timorais de l'Est, revenant à eux-mêmes, vivant sous un même toit, après de nombreuses années de division et de violence ». La recherche de la vérité afin de rendre compte de l'ensemble des violations des droits humains entre 1974 et 1999, soit durant la période d'Occupation indonésienne du Timor oriental et principalement autour des 7 669 déclarations récoltées. La réconciliation, mené dans le cadre d'un « programme nouveau et non testé auparavant » appelé Processus de réconciliation communautaire sprécialement conçu pour la réintégration des délinquants mineurs parmi leur communauté.

## Commissionnaires
Les commissionnaires, tous de nationalité timoraise, sont:
- Aniceto Guterres Lopes, du groupe des droits de l'homme "Yayasan Hak"
- Jacinto Alves
- Maria Olandina Isabel Caeiro Alves, présidente de  Women against violence
- Isabel Amaral Guterres
- Father Jovito Araujo, prêtre catholique et ancien membre du groupe de résistanceu  OJETIL (Organização de Jovens e Estudantes de Timor Leste)[nb 2]
- Jose Estevao Soares
- Agustino de Vasconcelos, un ministre du culte protestant de la East Timor Protestant Church (GKTT)

## Localisation
La CAVR était localisé dans la Comarca, une ancienne prison du Timor portugais qui abritait alors le Centro Nacional Chega!. Les archives du CAVR et un musée sont maintenant ouverts au public.

## Rapport
Durant ses travaux, la Commission plus de 10 000 témoignages de victimes et d'auteurs de délits sont entendus et diffusés à la télévision et à la radio. À la fin des travaux, une rapport de 2 500 pages intitulé Chega! est remis au président du Timor oriental le 3 octobre 2005. Le président remet ensuite le rapport au secrétaire général des Nations unies tel que requis par la loi le 20 janvier 2006.
Chega! détermine que le Timor oriental a souffert de violations des droits humains massif, incluant la violation du droit à l'auto-détermination, le meurtre et les disparitions, le déplacement forcé et la famine, la détention et la torture, la violation de lois de guerre, des procès politiques, de la violence sexuelle, la violation des droits de l'enfance, ainsi que la violation des droits économiques et sociaux. Elle détermine aussi que le nombre de morts imputables au Indonésiens s'établit entre 102 800 et 183 000. Elle conclut également que la majorité de ces décès sont le résultat d'actions commisses par les Forces armées indonésiennes et que les violences commises lors de la crise de 1999 sont le résultat d'une « campagne systématique orchestrée aux plus hauts niveaux du gouvernement indonésien ». Les conclusions de Chega! sont confirmées par la Commission vérité et amitié Indonésie-Timor oriental (en) en 2008.
Le rapport Chega! est publié en indonésien et ensuite traduit en anglais par le Kompas Gramedia Group (en). Il consiste en cinq volumes :
- Volume 1 : Le mandat de la CAVR, l'histoire du conflit, l'analyse des forces d'occupation et de la résistance, le profil des violations des droits humains 1974-1999.
- Volume 2 : La violation des droits humains, l'auto-détermination, des meurtres sommaires et disparition forcées, le déplacement forcé et la famine.
- Volume 3 : La continuation sur la violation des droits humains, les détentions arbitraires, la torture, la violation des droits de guerre, les procès politique, le viol, l'esclavage sexuel et sous autre forme, la violation des droits de l'enfance, ainsi que les droits économiques et sociaux.
- Volume 4 : Conclusions sur la responsabilité et l'imputabilité, le processus de réconciliation communautaire, le soutien au victimes et des recommandations.
- Volume 5 : Annexes sur les crimes contre l'humanité en 1999, les données et méthodes statistiques, les actes d'accusation de l'Unité des crimes graves, ainsi que des remerciements (incluant les donateurs).

## Suivi
Le rapport Chega! ne sera jamais débattu au Parlement national, mais le gouvernement indique qu'il implantera la majorité des recommandations du rapport.
Des travaux de suivis en matière d'éducation, d'archives, de mémorialisation, de plaidoyer, de soutien aux victimes et d'autres aspects se poursuivent avec le Centro Nacional Chega ! crée par le premier ministre Rui Maria de Araújo en 2016.
Plusieurs organismes non-gouvernementaux s'occupent également de l'implantation des recommandations du rapport, incluant la Chega for Us Association (ACBIT) et la Asia Justice and Rights (AJAR).